# کورس سرهنگ‌زاده
کورس سرهنگ‌زاده (زادهٔ ۱۰ تیر ۱۳۱۶) خواننده ایرانی است.

## تولد و تحصیلات
وی در سال ۱۳۱۶ در پاریز سیرجان متولد شد. والدین و جد او اهل شهرستان بم بودند. 
تحصیلات ابتدایی خود را در سیرجان و بم به پایان برده و برای ادامه تحصیل به کرمان آمد. دبیرستان را در کرمان شروع کرد و زمانی که به تهران رفت، در تهران به اتمام رسانید.

## فعالیت‌های اداری و شغلی
در تهران، وارد کار مطبوعات شد و با مجله کیهان بچه‌ها همکاری داشت. پس از هشت سال، وارد کار دولتی شد و در اداره آمار عمومی مشغول انجام وظیفه گردید و مدتی نیز مدیر کل تدارکات سازمان نقشه‌برداری کشور بود. او در کابینه شاپور بختیار به سمت معاون وزارت پست و تلگراف و تلفن معرفی شد.

## فعالیت خوانندگی
وی به مدت ۱۳ سال با حبیب‌الله بدیعی همکاری کرد و اشعاری از برخی از ترانه‌سرایان آن دوران مانند معینی کرمانشاهی، تورج نگهبان و ایرج نیری را اجرا کرد. علاوه بر بدیعی، سرهنگ‌زاده آهنگ‌هایی از مجید وفادار و منوچهر لشکری را نیز اجرا کرده‌است. او جزء خوانندگانی است که در سال ۱۳۸۸ پخش صدایشان از رادیوی دولتی ایران ممنوع اعلام شد؛ اما در پاییز ۱۳۹۲ یکی از آهنگ‌های وی به عنوان تیتراژ پایانی برنامه رادیو هفت پخش و نام وی در تیتراژ ذکر گردید.
در آخرین بخش برنامه ۸ اسفند ۱۳۹۲ از رادیو هفت بار دیگر آهنگی از او به نام ای کاروان که توسط بامداد فلاحتی بازخوانی شده بود نیز پخش شد.همچنین ترانه پایانی سریال اولین شب آرامش با نام به سوی تو که در تمام قسمتهای سریال با صدای مهران زاهدی پخش شده بود،  در قسمت آخر آن سریال، با صدای کورس سرهنگ زاده پخش شد.

## آثار
- دل که بی یار نمیشه
- چشمام آخه شوره
- با تو دنیا قشنگه
- الهی بمیری تو ای دل
- قصه‌های من
- آشفتگی
- از یاد رفته
- عشق بی‌ریا
- میخانه
- «دیگه عاشق شدن فایده نداره» (شعر و موسیقی: جهانبخش پازوکی)
- رفته بود
- باد صبا
- زهره
- من شمع شبم
- «زنگ کاروان» برای فیلم «لیلی و مجنون»
- به‌سوی تو
- آسمون
- فال حافظ
- شبگرد
- یا علی
- لیلا
- قسم
- افسانه هستی
- دشت جنون
- مکن هرگز فراموشم
- تو رفتی
- قصه آشنایی
- قصه این عشق